# Flavia, la monaca musulmana
Flavia, la monaca musulmana è un film del 1974 diretto da Gianfranco Mingozzi.
Il film è ispirato alla vita di Flavia Gaetani, vissuta a Otranto nel Trecento; costretta dal padre a farsi monaca, si vendicò abbracciando la fede dei musulmani invasori, ma quando furono sconfitti, lei dovette affrontare i cristiani vincitori i quali, giudicandola rea di abiura, di tradimento e di complicità dei massacri compiuti dai turchi, la scorticarono viva. La vicenda è però ambientata durante la cosiddetta "strage degli ottocento" della guerra di Otranto del secolo successivo.

## Trama
1480. Dopo una gioventù traumatica, Flavia entra in convento per volere del padre che la fa seguire dall'ebreo Abraham come segretario e uomo di fiducia. Gli orrori e le tragedie del mondo induriscono l'animo di Flavia e la portano a proclamare la superiorità delle donne sugli uomini, crudeli e ignoranti. Così si allea con le truppe musulmane che, durante la battaglia di Otranto, sbarcano a Otranto e mettono la città a ferro e fuoco e con il loro capo Ahmed, da cui riceve una terra per un incontro amoroso, e che incoraggia a trucidare suore, frati e soldati che si sono opposti allo sbarco. Flavia capeggia la rivolta contro i cristiani, ma dopo aver rifiutato di entrare nell'harem di Ahmed viene da questi abbandonata sulla spiaggia, mentre i Saraceni partono. Viene quindi catturata dai cristiani, che le pongono al collo una croce e la fanno avviare verso un colle dove avverrà il supplizio.

## Produzione

### Luoghi delle riprese
Il film fu girato in prevalenza in Puglia, in particolare nelle località di Trani (presso il monastero di Santa Maria di Colonna e la cattedrale), Barletta (presso il castello per la battaglia finale e la tortura) e Ostuni.; alcune scene vennero girate a Tarquinia, presso l'acquedotto romano e il casale della Civita.

## Censura
La commissione di revisione cinematografica ritenne la presenza di quattro scene contrarie al buon costume, e ordinò di eliminarle o modificarle:
- Nell'episodio dello stupro nel porcile, alleggerimento della scena, eliminando in modo particolare i dettagli più spinti tra i quali i passaggi al bacio dei seni della ragazza e quelli in cui il corpo dell'uomo è in movimento su quello della giovane (metri 8,10);
- Eliminazione della scena in cui un uomo tiene il membro in mano (metri 0,64);
- Eliminazione di gran parte della visione della donna nuda sul tavolo, facendola iniziare soltanto dal momento in cui in campo lungo si scorge il pube della donna all'altezza della testa di un uomo (metri 1,20);
- Soppressione della visione di alcune coppie di donne ed uomini nudi (metri 8,45);
- Modificazione della sequenza in cui la donna esce dal vitello aiutata da due uomini completamente nudi e della successiva scena che ritrae uomini che corrono nudi con il membro scoperto (complessivi metri 2) sostituendo alle predette scene una nuova che rappresenta due uomini coperti da mantello che vanno a rilevare la giovane;
- Accorciamento della scena della processione finale in modo che non appaiano suore a pube scoperto tranne che un accenno nell'ultimo momento (metri 3,20).

Con tali modifiche, il 28 marzo 1974 il film ottiene l'approvazione alla proiezione in sala col divieto di visione ai minori di 18 anni.

## Distribuzione
Pochi giorni dopo la distribuzione, il 14 aprile la Procura della Repubblica di Roma ne ordina il sequestro su tutto il territorio, "in quanto contiene numerose sequenze di carattere osceno oltre che raccapricciante, ritenuto altresì che alcune sequenze del film integrano il reato di vilipendio alla religione".
Il 17 maggio successivo Tribunale di Forlì ordina il dissequestro della pellicola sostenendo che "non presenti aspetti apprezzabili sul piano della antigiuridicità penale. L'opera si concreta invero in una ricostruzione, sia pure spettacolare e truculenta, di episodi realmente accaduti e storicamente verificati [...] La vasta simbologia sessuale ed abnormemente religiosa che invade le ossessioni oniriche della protagonista sembra a chi scrive [il giudice istruttore Marcello Branca, ndr.] inidonea a ledere il comune sentimento del pudore o a vilipendere la religione statale [...] Del tutto assente pare inoltre il pur denunciato carattere blasfemo di talune espressioni verbali dei protagonisti [...] collocate invece, secondo lo scrivente, con pieno diritto di cittadinanza nel sostrato spirituale di una epoca resa convulsa dalla radicalizzazione della religiosità temporale e dei contrasti sociali ed individuali che ne scaturirono".
Il 26 aprile 1991 si ebbe una seconda revisione; al fine di ridurre il divieto di visione per i minori di 14 anni, la casa di produzione operò il taglio di ulteriori numerose scene:
- Nella scena delle tarantolate è stata eliminata la scena dell'offerta del seno da una suora (metri 16);
- Eliminazione della scena della castrazione del cavallo (metri 2);
- Nella scena d'amore nel porcile due alleggerimenti per metri 4 e 10;
- Alleggerimento della scena della tortura della suora: eliminato taglio del capezzolo (metri 4);
- Alleggerimento della scena d'amore fino a Flavia che si allontana (metri 13);
- Alleggerimento della scena della tortura del duca (metri 3);
- Eliminazione della scena della suora che lecca il muro (metri 8);
- Alleggerimento della scena d'amore di Flavia : l'uomo che porta il braciere (metri 2);
- Alleggerimento delle scene della tortura delle suore e del banchetto (metri 83);
- Alleggerimento delle scene nelle quali Flavia si scopre ed eliminazione di sene truculente di tortura e amplessi (metri 47);
- Alleggerimento di altre scene di tortura e del taglio della testa di Abraham (metri 16 e 44);
- Alleggerimento delle scene di tortura di Flavia (metri 19).

## Critica
(Leo Pestelli)
(Achille Valdata)